# Lebenszyklus von Akten
Der Lebenszyklus von Akten bezeichnet die verschiedenen Stadien, die Akten von ihrer Entstehung bis zu ihrer Vernichtung durchlaufen. Der Begriff hielt in den 1990er Jahren Einzug in den deutschen Sprachgebrauch. Er entstammt dem Life Cycle Concept, das in den 1980er Jahren bei den staatlichen Archiven in den USA und Kanada vorherrschend war. Im ursprünglichen Sinne bezog sich der Begriff des Lebenszyklus sowohl auf analoge als auch auf digitale Unterlagen; heute spielt er vor allem im Bereich der digitalen Schriftgutverwaltung eine Rolle.

## Lebenszyklus analoger Akten

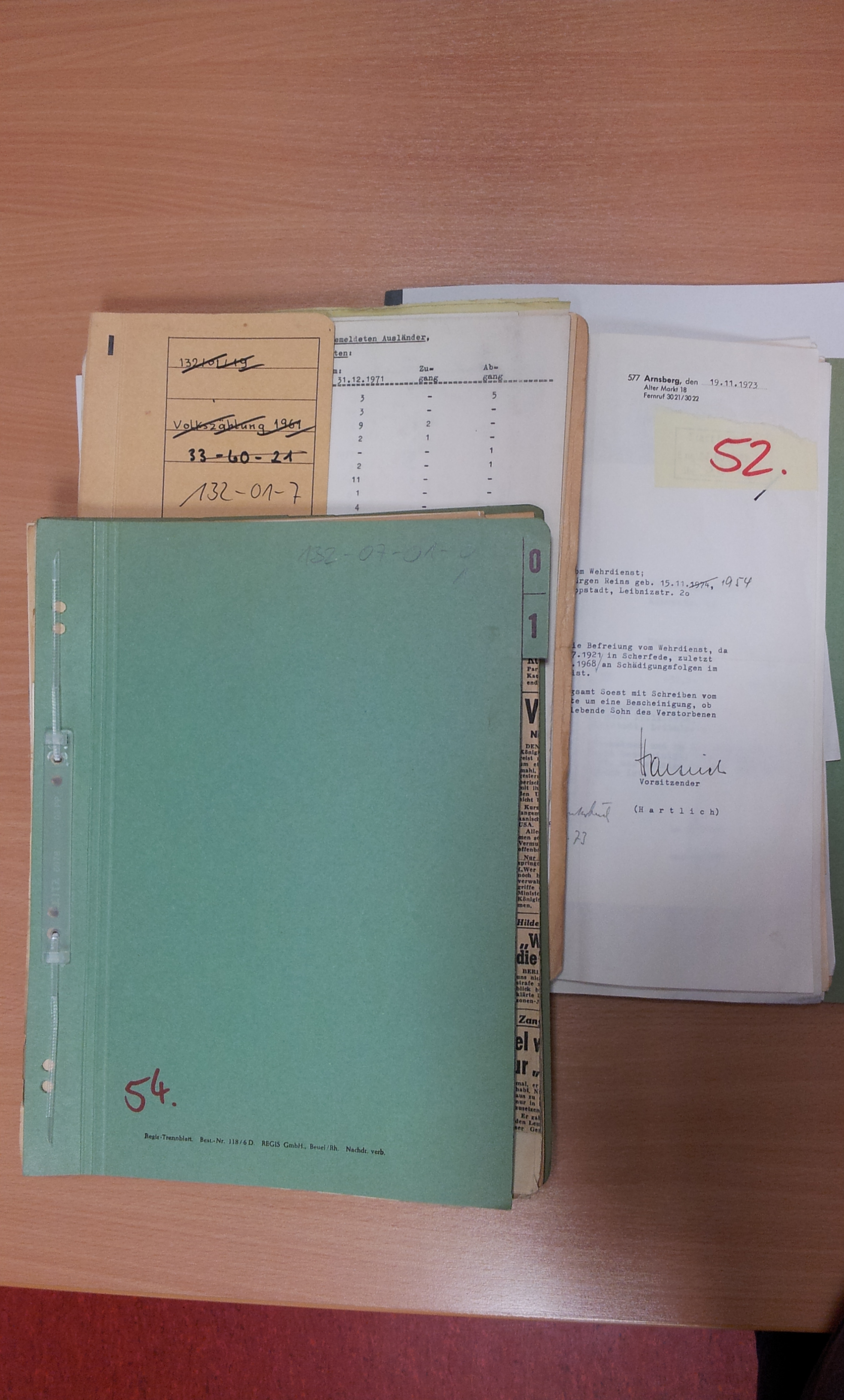
Phase 2: Im laufenden Betrieb liegen die Akten zur Bearbeitung durch den Sachbearbeiter bereit

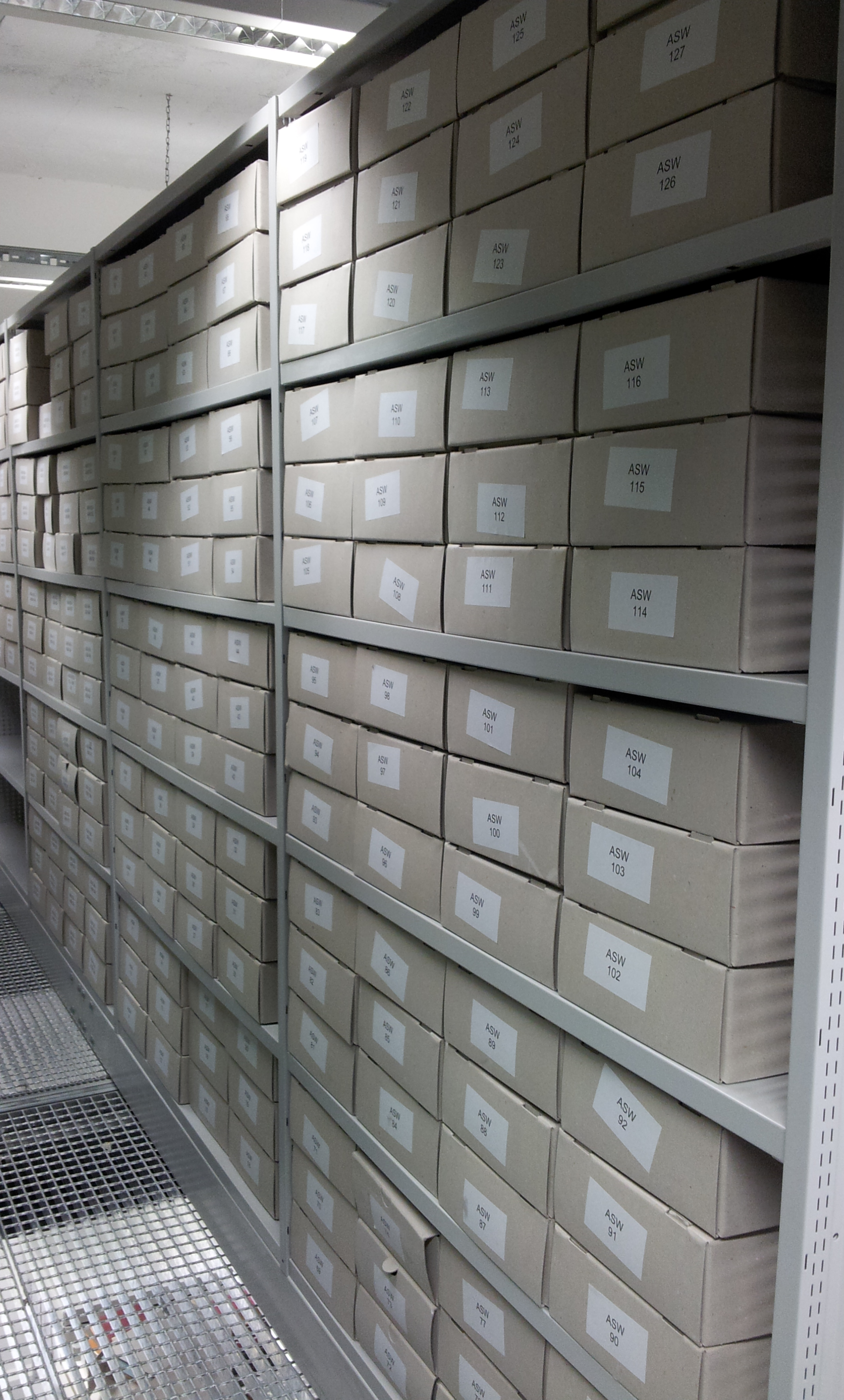
Phase 4: Nach der Übernahmeentscheidung werden die Akten in Archivkartons verpackt

Im Life Cycle Concept ist eine durchgehende Betreuung beziehungsweise Kontrolle des Archivs während des ganzen Lebenszyklus vorgesehen, um eine mögliche Übernahme von Anfang an zu erleichtern und sicherzustellen. Im Allgemeinen wird eine Unterteilung in vier Phasen vorgenommen:
1.: Die Akte wird neu angelegt oder geht als schon bestehende Akte bei einer Behörde ein.
2.: Aktive Phase, in der sie für die laufende Bearbeitung benutzt wird.
3.: In der halbaktiven Phase wird die Akte kaum noch oder gar nicht mehr benutzt und in der Registratur oder Altregistratur aufbewahrt.
4.: Vernichtung oder Archivierung. Es erfolgt eine Kassations- oder Übernahmeentscheidung durch das zuständige Archiv.

## Lebenszyklus elektronischer Akten

### Problematik
Bei herkömmlichem Schriftgut wird das Archiv erst bei der Übernahme miteinbezogen. Das ist deswegen unproblematisch, weil Inhalte und Kontext in der Regel auch nachträglich noch erkennbar beziehungsweise rekonstruierbar sind. Im elektronischen Bereich ist dies jedoch ohne besondere Vorkehrungen im Allgemeinen nicht möglich. Unbeaufsichtigte und ungepflegte elektronische Unterlagen laufen außerdem Gefahr, verloren zu gehen. Deshalb ist es notwendig, den kompletten Lebenszyklus einer elektronischen Akte in Betracht zu ziehen und bereits bei der Anlage die Aussonderung beziehungsweise die Übernahme mitzubedenken.

### Notwendigkeit von Metadaten
Metadaten kommen bei der Strukturierung des Lebenszyklus einer elektronischen Unterlage eine entscheidende Rolle zu. Sie sollen Akten, Vorgänge und Dokumente inhaltlich beschreiben und einen Zusammenhang zusammengehöriger Dinge offenlegen. Sie sollen somit das Verständnis und eine Verarbeitung des Schriftgutes ermöglichen. Mit Hilfe von Metadaten sollen auch Fristen festgelegt und sowohl Prozesse angestoßen als auch gesteuert werden können. Durch sie sind Zuverlässigkeit und Authentizität der Unterlage gegeben.

### Ziel eines strukturierten Lebenszyklus
Ein durchgängiger und kontrollierter Lebenszyklus einer elektronischen Unterlage, von der Anlage bis zur Aussonderung beziehungsweise Übernahme, soll eine dauerhafte und sichere Archivierung gewährleisten. Alle entscheidungsrelevanten Informationen müssen in einem sinnvollen Zusammenhang stehen. Darüber hinaus soll auf die elektronischen Akten in der Altregistratur weiterhin zugegriffen und Vorgänge, wenn nötig, wiederbelebt und weiterhin bearbeitet werden können. Letztendlich ergibt sich aus einem in solcher Weise überwachten Prozess die Möglichkeit einer korrekten und vor allem automatisierten Aussonderung. Gleichzeitig ermöglicht dieser, sowohl in dem sich noch in Gebrauch befindlichen Aktenbestand als auch in der elektronischen Altregistratur die Übersichtlichkeit zu wahren.

### Vier Phasen des Lebenszyklus
Auch bei elektronischen Unterlagen werden vier Lebensphasen unterschieden, die sich allerdings deutlich von denen einer analogen unterscheiden.
Phase I: Neuanlage einer Akte/eines Vorgangs/eines Dokuments. Bereits in dieser Phase ist die Angabe von Metadaten notwendig, wesentlich sind „Aufbewahrungsfrist“, „Aussonderungsart“ und „Transferfrist.“
- Aufbewahrungsfrist: Es wird bestimmt, für welchen Zeitraum bereits bearbeitete Akten/Vorgänge/Dokumente bei der führenden Stelle aufzubewahren sind. Diese Fristen können entweder durch Rechts- und Verwaltungsvorschriften vorgegeben sein oder können durch die aktenführende Stelle in eigenem Ermessen vergeben werden. Unterlagen ohne Fristangaben können nicht ausgesondert werden und belasten das System beziehungsweise mindern die Übersichtlichkeit. Eine verpflichtende Fristangabe soll eine zeitaufwändige Einzelfallprüfung auf Aussonderungsreife unnötig machen.
- Aussonderungsart: Da einer Aussonderung eine archivische Bewertung zu Grunde liegen muss, darf dieses Metadatum ausschließlich durch das zuständige Archiv festgelegt werden. Zur Auswahl stehen die Vernichtung oder die Abgabe an das Archiv.
- Transferfrist: Sie wird aus technischen Gründen angegeben und soll die Lesbarkeit und Verfügbarkeit auch bei langen Aufbewahrungsfristen sicherstellen. Aus ihr wird ersichtlich, wie lange eine geschlossene Akte/ein geschlossener Vorgang/ein geschlossenes Dokument im Originalformat vorhanden ist und wieder in Bearbeitung genommen werden kann. Mit dem Ablauf der Transferfrist ist die Überführung in ein langfristig stabiles Format wie zum Beispiel PDF/A oder TIFF vorzunehmen beziehungsweise geschieht dies automatisch im Hintergrund des Systems. Diese Formatmigration hat zumeist Funktionsverluste zur Folge, beispielsweise ist bei TIFF-Dateien keine Volltextrecherche möglich, aus einem PDF/A-Dokument ist das Herauskopieren und eine erneute Aufnahme der Bearbeitung unpraktisch. Die Transferfrist gibt somit auch an, ab wann der Funktionsverlust durch seltenen Rückgriff auf die Unterlagen (in der Regel zwei bis drei Jahre nach der Schließung) akzeptabel ist. Idealerweise sollte die Konvertierung schon bei der Behörde vonstattengehen, um die Daten so früh wie möglich zu sichern.

Mit der Schließung der Akte erfolgt die „zu-den-Akten“-Verfügung (zdA). Diese muss manuell eingegeben werden und sollte zeitnah erfolgen, da nur bei zdA-verfügten Unterlagen Fristen beginnen können und Aussonderungsprozesse zur Systementlastung in Gang kommen können. Die zdA-Verfügung markiert das Ende der Phase II und den Beginn der Phase III.
Phase II: Mit der zdA-Verfügung gilt der Vorgang als bearbeitet und abgeschlossen, sodass die Unterlagen revisionssicher abgelegt werden können. Ab diesem Zeitpunkt beginnt die Transferfrist, in welcher eine Weiterbearbeitung an der sich noch im Originalformat befindlichen Unterlage möglich ist. Im Falle keiner weiteren Bearbeitung endet die Phase II mit der Verlagerung in die Altregistratur.
Phase III: Dies ist ein Zwischenschritt, der je nach System und Datenmenge unterschiedlich sein kann. Im Grunde stellt diese Phase eine Entlastung des aktiven Dokumentenbestandes dar und bedeutet eine Auslagerung der abgeschlossenen Vorgänge auf andere Speicher.
Phase IV: Sie beginnt mit dem Ablauf der Aufbewahrungsfrist und bedeutet eine Abgabe der Unterlage an das zuständige Archiv beziehungsweise Vernichtung. Für die Aussonderung ist ein ständiges Zusammenarbeiten zwischen der abgebenden beziehungsweise aussondernden Stelle und dem Archiv notwendig. Durch das System wird nach dem Metadatum „Aufbewahrungsfrist“ ermittelt, bei welchen Unterlagen selbige abgelaufen ist. Für das weitere Vorgehen stehen das sogenannte vierstufige Verfahren und das zweistufige Verfahren zur Verfügung.
Vierstufiges Verfahren:
1. Im ersten Schritt wird ein elektronisches Anbietungsverzeichnis auf Grundlage der abgelaufenen Aufbewahrungsfristen generiert, mit der Ausnahme derjenigen Akten, für die das zuständige Archiv bereits eine generelle Vernichtungsgenehmigung erteilt hat.
2. Als Nächstes wird diese Liste in das System des Archives eingelesen und dort mit einer Bewertungsentscheidung versehen. Dazu bieten sich „A“ für „Archivieren“, „B“ für „Bewerten“ und „V“ für „Vernichten“ an. Aus dem Anbietungsverzeichnis ist somit ein Bewertungsverzeichnis hervorgegangen und wird als solches an die aktenführende Stelle zurückübersandt.
3. Das Bewertungsverzeichnis wird in das System der Behörde eingelesen. Die mit „V“ gekennzeichneten Unterlagen und die als nicht archivwürdig bewerteten Unterlagen („B“) werden gelöscht, worüber ein entsprechender Nachweis zu führen ist.
4. Zusammen mit den notwendigen Metadaten und einem elektronischen Abgabeverzeichnis werden die restlichen Vorgänge vom Archiv übernommen. Eine Löschung dieser Vorgänge bei der Behörde ist erst dann durchzuführen, wenn durch das Archiv die erfolgreiche Übernahme bescheinigt ist.

Das ständige Ein- und Auslesen in den diversen Systemen der beteiligten Stellen, bedeuten einen hohen personellen und organisatorischen Aufwand. Das zweistufige Verfahren vereinfacht diese Prozesse.
Zweistufiges Verfahren:
Schon vor der Aussonderung wird durch das Archiv eine Aussonderungsart mit einem Bewertungskatalog festgelegt und dem System der Behörde zugeführt. Sobald die Aufbewahrungsfrist abgelaufen ist, erfolgt automatisch im zweiten Schritt das weitere Verfahren entsprechend der schon festgelegten Aussonderungsart.
Letztlich müssen mit Hilfe von Metadaten nähere Angaben zur abgebenden Stelle, zum Inhalt und zu der Laufzeit (zum Beispiel unter „Abgabe“) gemacht und dem Archiv übergeben werden. Unter „Aktenplan“ müssen Informationen über den angewandten Aktenplan angegeben werden.